# Sténio Vincent

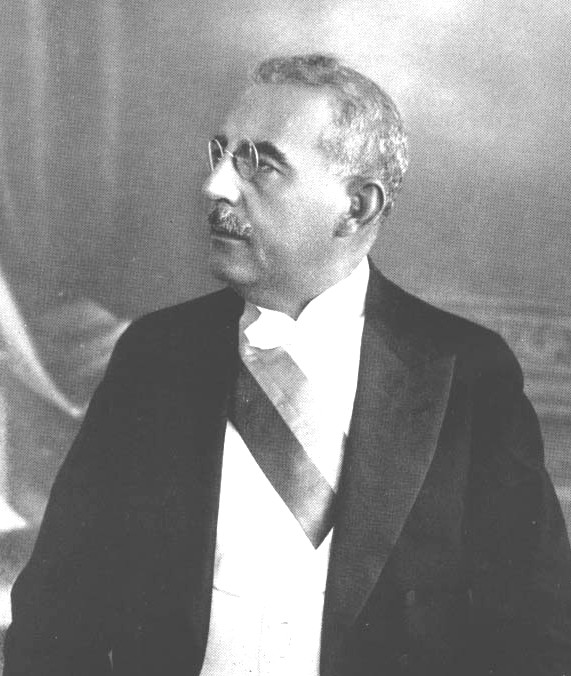
Sténio Vincent

Élie Sténio Vincent (* 22. Februar 1874 in Port-au-Prince; † 3. September 1959 in Pétionville) war ein haitianischer Politiker und Präsident von Haiti.

## Biografie
Vincent war nach dem Studium als Rechtsanwalt, Lehrer und Journalist tätig. Seine politische Laufbahn begann er als Bürgermeister von Port-au-Prince. Später war er Senator und Innenminister. Vor der Besetzung Haitis durch die USA war er 1915 Präsident der Deputiertenkammer (Chambre des Deputées).
Der Nationalismus und die Stimmung gegen die Besatzungsmacht USA führten zu seinem Wahlsieg bei den Präsidentschaftswahlen 1930. Am 18. November 1930 wurde er als Nachfolger von Louis Eugène Roy Präsident von Haiti.
Im April 1934 begab er sich auf Staatsbesuch in die USA zur Verhandlung der Situation Haitis, insbesondere den Abzug der US-Marines und der Gewährung von Krediten. Nach dem Abzug der US-amerikanischen Besatzungsmacht im Rahmen der Good Neighbor Policy des neuen demokratischen US-Präsidenten Franklin D. Roosevelt 1934 entwickelte er sich jedoch zum Diktator, der 1935 seine Amtszeit eigenmächtig verlängerte. Wegen seiner persönlichen Verdienste und der Freundschaft mit Guatemala wurde ihm 1937 durch den guatemaltekischen Präsidenten Jorge Ubico Castañeda das Großkreuz des Ordens vom Quetzal verliehen.
Seine Popularität begann zu sinken, als es nach dem Massaker an über 18.000 haitianischen Zuckerrohrarbeitern im Jahr 1937, das durch den dominikanischen Präsidenten Rafael Trujillo befohlen wurde, zu keiner Reaktion seinerseits kam.
Während des Zweiten Weltkrieges versuchte er im März 1941 erneut seine Amtszeit um weitere fünf Jahre zu verlängern. Nachdem sich abzeichnete, dass es zu keiner weiteren Verlängerung seiner Amtszeit kommen würde, trat er am 15. Mai 1941 zurück und überließ das Amt des Präsidenten dem bisherigen Gesandten in den USA, Élie Lescot.
Anschließend zog er sich aus der Politik zurück und starb später 85-jährig in Port-au-Prince.